# Angel with a Lariat
Angel with a Lariat è il secondo album di k.d. lang, pubblicato nel 1987.

## Tracce
1. "Turn Me Round" – 3:13
2. "High Time for a Detour"  – 4:09
3. "Diet of Strange Places"  – 3:53
4. "Got the Bull by the Horns"  – 3:03
5. "Watch Your Step Polka"  – 2:01
6. "Rose Garden"  – 3:19
7. "Tune into My Wave"  – 3:32
8. "Angel with a Lariat"  – 3:08
9. "Pay Dirt" – 2:09
10. "Three Cigarettes in an Ashtray"  – 2:25